# Rubber Ball
"Rubber Ball" var 1961 en tidig hitlåt för Bobby Vee. Den producerades av Thomas "Snuff" Garrett, en 19-årig från Texas. 
Låten var Bobby Vees andra singelsläpp i USA där den gick upp till nummer 6 på Billboard Hot 100 och var också ett genombrott för Bobby Vee i Storbritannien, där den nådde nummer 4 på den brittiska försäljningslistan.

## Covers
Sången översattes till svenska av Stikkan Anderson. Den har spelats in med titeln "Gummiboll" av bland andra Lill-Babs (1961), M.A. Numminen (1977) och Torgny Melins (2010), och dansbandet Torgny Melins framförde den i Dansbandskampen 2009.